# Capgemini Consulting
Capgemini Consulting är Capgemini-koncernens globala organisation för strategi- och managementkonsulttjänster.
Företaget är därmed en fristående enhet med eget varumärke. Capgemini Consulting anställer ca 5000 personer globalt och finns representerade i Europa, Asien och Nordamerika med huvudkontor i Paris.
Capgemini Consulting i Sverige erbjuder managementkonsulttjänster såsom strategisk rådgivning och operativt genomförande av strategier inom affärsområdena Digital Strategy; Customer Experience; Digital Transformation & Organizational Performance; Supply Chain Management; Business & Technology Innovation; Digital Operating Model & Transformation Design; People & Organization Transformation och Governance & Performance Management.
Capgemini Consulting är verksamma inom följande industrier: Tillverkning, Bil & Motor, Detaljhandel, Konsumentprodukter, Logistik & Distribution, Finans, Telekom & Media samt inom Offentlig sektor.
Företaget har de senaste åren publicerat studier inom området Digital Transformation i samarbete med Massachusetts Institute of Technology. 